# 刘文力
刘文力（1971年11月—）女，山东泰安人，汉族，中国人民解放军少将，中华人民共和国政治人物、第十二届全国人民代表大会解放军代表。
毕业于空军指挥学院军事指挥专业。加入中国共产党。2013年，担任全国人大代表。